# Eva Galáz Caletti
Eva Eugenia Galáz Caletti (Ciudad de México, 28 de julio de 1945) es una política mexicana, miembro del partido Movimiento Regeneración Nacional, es senadora por el estado de Coahuila para periodo de 2018 a 2024.

## Biografía
Eva Galáz se desempeñó profesionalmente como traductora del español al idioma inglés y al idioma francés, lenguas de las que también se ha desempañado como docente.
Miembro de Morena desde 2012, ese año fue candidata a diputada federal suplente. En las elecciones de 2018 fue candidata a senadora por su estado por la coalición Juntos Haremos Historia en segunda fórmula, correspondiéndole la primera a Armando Guadiana Tijerina. Electa a las LXIV y LXV Legislaturas, en el Senado se desempeña como secretaria de la comisión de Federalismo y Desarrollo Municipal e integrante de las comisiones de Agricultura, Ganadería, Pesca y Desarrollo Rural; de la de Medio Ambiente, Recursos Naturales y Cambio Climático; y de la de Salud.
Cobró notoriedad mediática el 21 de marzo de 2019 cuando en una conferencia de prensa en compañía del senador Armando Guadiana, y ante las reiteradas preguntas de la prense hacia éste, expresó en voz alta refiriéndose de los periodistas: parecen retrasados mentales. Tras lo cual y ante las críticas, se disculpó públicamente en su cuenta de Twitter.